# 마쓰하시 쇼타
마쓰하시 쇼타(일본어: 松橋 章太, 1982년 8월 3일 ~ )는 일본의 전 축구 선수이다.

## 구단 경력
과거 오이타 트리니타, 비셀 고베, 로아소 구마모토, V-파렌 나가사키에서 활동하였다.